# Tinno
Cet article possède un paronyme, voir Tino.
Tinno Mobile Technology Corp. (plus connue sous les noms de Tinno Mobile ou de Tinno) est une entreprise chinoise spécialisée dans le développement et la construction de smartphones Android fondée en juin 2005.
L'entreprise ne distribue pas de produit sous une marque unique mais sous des marques propres à chaque pays. En France, elle le fait sous la marque commerciale Wiko.

## Marques
(liste partielle)
- Amerique : Blu
- Allemagne : Mobistel[4] ;
- France : Wiko[4] ;
- Belgique : Wiko[4] ;
- Inde : Intex, Micromax ;
- Italie : NGM (New Generation Mobile (en))[4] ;
- Pakistan : QMobile ;
- Philippines : Cloudfone ;
- Russie : Fly (ru) ;
- Tunisie : Evertek  ;
- Vietnam : Q-mobile, Q-Smart.
- Amérique latine : Lanix Mobile

## Controverses

### Collecte et transmission des données statistiques
En novembre 2017, il est révélé que Tinno reçoit des données techniques tous les mois via des applications préinstallées sur les appareils Wiko. Ces données sont collectées par Wiko sur les smartphones de ses clients sans leur consentement. À la suite de ces révélations l'entreprise française confirme l'existence de ce système et affirme ne pas géolocaliser ses smartphones tout en annonçant une nouvelle version de son application,.